# سانتايبانييز إل باخو
بلدية سانتايبانييز إل باجو (بالإسبانية: Santibáñez el Bajo)‏، هي بلدية تقع في مقاطعة قصرش والتي تقع في منطقة إكستريمادورا، غرب إسبانيا.
يبلغ عدد سكانها 994 نسمة وفقاً لإحصائية سنة (2002).